# Équipe d'Allemagne de l'Est de football en 1954
Il s'agit des matchs de la sélection est-allemande au cours de l'année 1954.

## Matchs et résultats
| Match amical                           | Allemagne de l'Est | 0 – 1   | Roumanie | Walter-Ulbricht-Stadium, Berlin-Est                          |                                                              |
| 8 mai 1954 · Historique des rencontres |                    | (0 - 1) | 37e Ozon | Spectateurs : 70 000 Arbitrage : M. Vlcek ( Tchécoslovaquie) | Spectateurs : 70 000 Arbitrage : M. Vlcek ( Tchécoslovaquie) |

| Match amical                                  | Allemagne de l'Est | 0 – 1   | Pologne     | Ostsee-Stadium, Rostock                                      |                                                              |
| 26 septembre 1954 · Historique des rencontres |                    | (0 - 1) | 22e Cieślik | Spectateurs : 30 000 Arbitrage : M. Vlcek ( Tchécoslovaquie) | Spectateurs : 30 000 Arbitrage : M. Vlcek ( Tchécoslovaquie) |

| Match amical                                | Bulgarie                  | 3 – 1   | Allemagne de l'Est | Stade national Vassil Levski, Sofia                    |                                                        |
| 24 octobre 1954 · Historique des rencontres | Kolev 11e 67e · Yanev 70e | (1 - 0) | 83e (pen.) Meier   | Spectateurs : 50 000 Arbitrage : M. Bernardi ( Italie) | Spectateurs : 50 000 Arbitrage : M. Bernardi ( Italie) |